# Доходный дом Абамелек-Лазаревых
Доходный дом Абамелек-Лазаревых — памятник архитектуры в историческом центре Нижнего Новгорода. Построен в 1844—1845 годах по проекту нижегородского архитектора Афанасия Турмышева.

## История
Князья Абамелек-Лазаревы объединяли в себе два дворянских рода. Семья Лазоревых (отец — Лазарь Назарович Лазарев; мать — Анна Авагимовна; сыновья — Ованес, Хачатур, Овалим и дочь Анна) приехали в Россию из Ирана в середине XVIII века и возглавили московскую и петербургскую армянские диаспоры. Обладая огромным богатством, они вложили его в предпринимательскую, финансовую и политическую деятельность. Иван (Ованес) Лазарев состоял в близких отношениях с Потёмкиным, Вяземским, Орловым, Зубовым, Безбородко, Суворовым, Руменцевым. К его советам прислушивались видные царедворцы, в особенности в делах восточной политики. Близки Лазоревым были грузинские князья Абамелек. Породнившись, род Абамелек-Лазоревых занял ключевые позиции в политике России. Семья Абамелек переселилась в Россию в конце XVIII века, была в родстве с грузинским царским родом Багратиони. Сын последнего грузинского царя Георгия XII Багратиони Давид женился на Елене Семёновне Абамелек.
В середине XIX века обширный участок земли при спуске с плашкоутного моста через Оку под горой принадлежал получившим дворянство и придворные титулы выходцам из купцов Абмелек-Лазоревым. В 1844 году они заказали архитектору А. Е. Турмышеву проект двухэтажного каменного дома на подвалах. В фасад были включены традиционные четыре пилястры римского ордера и угловой руст, добротно прорисованные наличники с треугольными фронтонами окон первого этажа. В 1845 году дом был отделан.
Здание стало последней работой малоизвестного нижегородского зодчего. С 1850-х годов в здании останавливались приказчики торговых караванов Абмелек-Лазоревых, постоянно находилась контора князей по продаже железа.